# Individual Thought Patterns
Individual Thought Patterns — пятый студийный альбом американской дэт-метал-группы Death, выпущенный 22 июня 1993 года на лейбле Relativity Records. Это единственный альбом группы с участием гитариста Энди Ла Рока, первый с участием барабанщика Джина Хоглана и второй и последний с участием басиста Стива Диджорджио. Менеджер Эрик Грейф описал альбом как «злую запись, злую лирически», приписывая это своему конфликту с Чаком Шульдинером в то время.
Диджорджио вспоминал о работе с Ла Роком как о выдающемся опыте: Шульдинер хотел, чтобы Ла Рок играл только сольные партии, поэтому он посылал ему только те несколько тактов песни, где должно было быть соло. Затем Ла Рок прибыл в студию без особой подготовки и в основном импровизировал соло, поразив всех.
Трек «The Philosopher» был издан в качестве сингла и клипа.

## Отзывы критиков
Альбом получил крайне положительные отзывы от музыкальных критиков. Джейсон Арнопп из Kerrang! в своей рецензии назвал Individual Thought Patterns лучшим альбомом группы со времён Leprosy 1988 года, приписав это, в частности, выбору Чаком Шульдинером состава группы. Арнопп особо отметил ударные Джина Хоглана и гитарную работу Шульдинера и Энди Ла Рока, заключив, что вместе с басистом Стивом Диджорджио «они создают более тяжёлый шум, чем на прошлогоднем альбоме Human, но при этом добавляют прогрессивные штрихи в почти сюрреалистической манере». Рецензент AllMusic Стив Хьюи пишет, что Individual Thought Patterns закрепил за группой Death репутацию «не только одной из основательниц дэт-метала, но и одной из самых креативных, музыкально грамотных и приятных для слуха групп». В рецензии для портала Sputnikmusic критик Брендон Шроэр описал альбом как «мощную смесь интенсивности, сложности и продуманной лирики», а также заявил, что Individual Thought Patterns — это «одна из важнейших записей дэт-метала». YoYoMancuso в другой рецензии для всё того же Sputnikmusic назвал альбом «настоящим дэт-металом, который становится только лучше с каждым прослушиванием».
Согласно сайту Metal Storm, Individual Thought Patterns занимает 1-е место в списке лучших метал-альбомов 1993 года, и 103-е место в списке лучших метал-альбомов за всю историю.

## Список композиций
| №                   | Название                      | Длительность |
| ------------------- | ----------------------------- | ------------ |
| 1.                  | «Overactive Imagination»      | 3:30         |
| 2.                  | «In Human Form»               | 3:57         |
| 3.                  | «Jealousy»                    | 3:41         |
| 4.                  | «Trapped in a Corner»         | 4:14         |
| 5.                  | «Nothing Is Everything»       | 3:19         |
| 6.                  | «Mentally Blind»              | 4:49         |
| 7.                  | «Individual Thought Patterns» | 4:01         |
| 8.                  | «Destiny»                     | 4:06         |
| 9.                  | «Out of Touch»                | 4:22         |
| 10.                 | «The Philosopher»             | 4:13         |
| Общая длительность: | Общая длительность:           | 40:12        |

## Чарты
| Чарт (1993)                            | Высшая позиция |
| -------------------------------------- | -------------- |
| США (Billboard Top Heatseekers Albums) | 30             |

## Участники записи
- Чак Шульдинер — гитара, вокал
- Джин Хоглан — ударные
- Энди ЛаРок — гитара
- Стив ДиДжорджио — бас-гитара
- Скотт Бернс — продюсер, инженер